# Vụ đầu độc cà ri Wakayama 1998
Vụ đầu độc cà ri Wakayama 1998 (和歌山毒物カレー事件 Wakayama Dokubutsu Kare Jiken), (tiếng Anh: Wakayama poison curry case) là vụ án đầu độc cà ri xảy ra vào ngày 25 tháng 7 năm 1998, thời điểm người dân tham gia các hoạt động giải trí trong lễ hội mùa hè được tổ chức thường niên tại Sonobe, Thành phố Wakayama, tỉnh Wakayama. Nhiều người sau khi ăn cà ri xong có các triệu chứng nôn mửa, tiêu chảy, đau bụng. Hậu quả vụ đầu độc đã làm 67 người nhập viện, trong đó có 4 người đã tử vong.
Cơ quan cảnh sát đã bắt giữ nghi phạm Masumi Hayashi vì tình nghi đầu độc cà ri bằng chất độc Arsenous acid. Nghi phạm đã nhiều lần khẳng định mình vô tội. Năm 2009, Tòa án Tối cao Nhật Bản đã tuyên phạt nghi phạm với mức án cao nhất là tử hình.